# Длительное расстройство восприятия, вызванное галлюциногенами
Дли́тельное расстройство восприя́тия, вы́званное галлюциноге́нами (англ. hallucinogen persisting perception disorder, англ. аббр. HPPD) — это расстройство, которое характеризуется наличием нарушений сенсорного восприятия, чаще всего зрительного, напоминающих нарушения, вызванные употреблением галлюциногенов. Ключевая особенность расстройства — сохранение изменённого восприятия, иллюзий, галлюцинаций, синестезии или деперсонализации и дереализации долгое время спустя приёма, когда психоделик или галлюциноген уже́ выведен из организма. То, что человек ранее принимал галлюциногены, является необходимым условием для постановки данного диагноза по американскому психиатрическому руководству DSM. В Международной классификации болезней 10-пересмотра (МКБ-10) не используется термин «HPPD», вместо него существует рубрика «психические и поведенческие расстройства, вызванные употреблением галлюциногенов» (F16, англ. mental and behavioural disorders due to use of hallucinogens).
В 2020 году в обновлённое переиздание книги «Наркология. Национальное руководство» (2016) внесли информацию о HPPD. Согласно руководству, HPPD — постоянное наличие нарушенного восприятия: геометрических галлюцинаций; ложного восприятия движения в периферическом поле зрения; вспышек или усиленного цвета; следов изображений движущихся объектов; остаточных изображений (afterimages); свечения (ореол) вокруг предметов; макро- или микропсий, сохраняющихся на протяжении нескольких недель, месяцев или даже лет.
Нередко нарушения визуального и слухового восприятия сопровождаются развитием деперсонализационных (ДП) и дереализационных (ДР) расстройств, которые описываются пациентами как "разобщенность", "отчуждение" от внешней среды и/ или собственного тела . Манифест синдрома HPPD часто сопровождается развитием стойких выраженных тревожных расстройств, панических атак, в дальнейшем, по мере хронизации процесса, часто присоединяются депрессивные расстройства
Кроме того типичным симптомом этого расстройства является «визуальный снег». HPPD может иметь общие симптомы с синдромом визуального снега (ВС), но не является его частью. Такие выводы были сформированы в результате анализа клинических описаний 1100 случаев заболевания синдромом ВС, в том числе пациентов с HPPD.
HPPD может сопровождаться повышенным вниманием к «плавающим помутнениям».

## Классификация и диагностические указания
Согласно пятой версии диагностического и статистического руководства по психическим расстройствам (DSM-5), HPPD определяется по следующим критериям:
- (А) после прекращения использования галлюциногенов (в том числе после одноразового употребления), возникает повторное переживание одного или нескольких перцептивных симптомов, которые были испытаны во время опьянения галлюциногенами;
- (B) симптомы, указанные в критерии (А), вызывают клинически значимые расстройства или нарушения в социальной, профессиональной или других важных областях функционирования.;
- (С) эти симптомы не обусловлены общим состоянием здоровья (например, анатомическими поражениями и инфекциями головного мозга, зрительными эпилепсиями) и не лучше объясняются другими психическими расстройствами (например, делирием, деменцией, шизофренией) или гипнопомпическими галлюцинациями.

Перед диагностикой HPPD следует исключить посттравматическое стрессовое расстройство, деперсонализацию, дереализацию и вызванные галлюциногенами психотические расстройства настроения или тревоги. Кроме того, следует исследовать и исключить другие причины зрительных нарушений, такие как анатомические поражения, инфекции головного мозга, эпилепсия, шизофрения, состояние делирия или гипнопомпические галлюцинации.
Отмечено, что:
- симптомы, длящиеся всего несколько дней после приёма галлюциногена, недостаточны для установления диагноза HPPD;
- простое видение ярких пятен перед глазами при входе в тёмную комнату не должно соответствовать критериям диагноза HPPD.

Были выявлены и описаны два основных типа долговременных нарушений восприятия, связанных с употреблением психоактивных веществ: HPPD типа I и HPPD типа II/

###### HPPD типа I
Имеет краткосрочный, обратимый и доброкачественный курс течения. Хотя зрительные образы могут вызывать неприятные ощущения, повторное переживание «трипа» может не приводить к серьёзным беспокойствам, расстройствам и нарушениям в семейных, социальных, профессиональных или других важных сферах жизни человека. Нарушение типа I мягкое, и прогноз, как правило, хороший. Некоторые из пациентов не сообщают о том, что их раздражают эти явления: они действительно могут рассматривать их как «лёгкий трип», напоминающий психоделические переживания, без употребления психоактивного вещества.

###### HPPD типа II
Наоборот имеет долгосрочный, необратимый или медленно обратимый и усугубляющийся ход течения. Нарушение HPPD типа II является серьёзным, и прогноз хуже. Некоторые из пациентов не могут адаптироваться и жить с этим длительным ощущением «трипа», и им необходимо постоянно поддерживать своё состояние лекарственными препаратами.
Лица, страдающие HPPD типа II [ в отличие от HPPD типа I ] в большинстве случаев, в связи с сильным расстройством восприятия, прекращают употребление психоактивных веществ, включая производные каннабиса, синтетический каннабис и алкоголь.
Следует учитывать, что различие между HPPD типа I и HPPD типа II ещё не было сделано в Диагностическом и статистическом руководстве по психическим расстройствам, пятое издание (DSM-5), и оно всё ещё обсуждается. HPPD типа I согласуется с диагностическим определением, выраженным Международной классификацией болезней, 10 (МКБ-10), в то время как HPPD типа II лучше соответствует критериям DMS-5.

## Симптомы
Существует некоторая неопределённость относительно того, какие именно симптомы указывают на это расстройство. Есть много людей, никогда не принимавших психоактивных препаратов, которые испытывают похожие зрительные нарушения, например синдром визуального снега (ВС). Однако согласно последним исследованиям HPPD может иметь общие симптомы с ВС , но не является его частью, так ВС имеет два основных сопутствующих заболевания: мигрень и шум в ушах, а для HPPD характерны зрительные нарушения.
Основным дифференцирующим признаком HPPD является повторное и постоянное переживание перцептивных симптомов (флэшбэков), обычно зрительного типа, которые были испытаны во время «трипа» или последовали непосредственно после приёма психоактивных веществ. Так как большинство психоделиков вызывают в основном зрительные искажения восприятия, HPPD, как правило, имеет визуальную манифестацию. Препараты, воздействующие на слуховое восприятие, такие как диизопропилтриптамин, могут привести к слуховым нарушениям.
Зрительные искажения не являются истинными галлюцинациями в клиническом смысле этого слова. Люди с HPPD понимают, что их виде́ния иллюзорны, или являются псевдогаллюцинациями, таким образом присутствует критика болезни (в отличие от таких психических заболеваний, как шизофрения).

### Репрезентативный, но не исчерпывающий список зарегистрированных нарушений зрения при hppd[16]
| №  | Зрительное искажение                                           | Описание | Моделирование |
| -- | -------------------------------------------------------------- | --- | ------------- |
| 1  | Визуальный снег (Aeropsia)                                     | Постоянные белые или чёрные движущиеся точки в полях зрения, могут быть как при закрытых, так и при открытых глазах.                                                                                     |               |
| 2  | Палинопсия (послеобразы)                                       | остаточные изображения, которые продолжают появляться в глазах после прекращения воздействия исходного изображения.                                                                                      |               |
| 3  | Ложные зрительные объекты                                      | Восприятие отсутствующих предметов, которые часто представляют собой геометрические фигуры. |               |
| 4  | Дрожание                                                       | Восприятие объектов «дрожащими» или не статичными |               |
| 5  | Плавающие пятна                                                | Плавающие пятна, которые дрейфуют перед глазом |               |
| 6  | Фракталы или движущиеся зрительные изображения                 | Восприятие самоподобных фигур или небольших их частей, которые имеют одинаковую и идентичную форму |               |
| 7  | Вспышки света                                                  | Источники света воспринимаются вспышками |               |
| 8  | Визуализации                                                   | Точки, частицы, пятна или пятнышки, появляющиеся в тёмной комнате |               |
| 9  | Феномен Ширрера (энтоптический феномен синего поля)            | Усиление феномена Ширрера |               |
| 10 | Парейдолия                                                     | Формировании иллюзорных образов, в качестве основы которых выступают детали реального объекта. |               |
| 11 | Изменённое восприятие движения (восприятия «дыхания» объектов) | Ложное восприятие движения в полях зрения, «дыхания» объектов. |               |
| 12 | Гало                                                           | Яркий свет вокруг источника света или объекта |               |
| 13 | Вращающиеся спирали или воронки                                | Спирали или воронки формирующиеся из визуальных нарушений, в том числе из визуального снега |               |
| 14 | Ауры вокруг людей и предметов                                  | Свечение или очертание вокруг людей или объектов. |               |
| 15 | Микропсия                                                      | Размеры видимых предметов, выглядят меньше, чем на самом деле | -             |
| 16 | Макропсия                                                      | Предметы воспринимаются бо́льшими, чем они есть на самом деле, а воспринимающий их меньшим, чем есть на самом деле.                                                                                       | -             |
| 17 | Искажённое восприятие цвета                                    | - восприятие цветов более усиленно и (или) острая реакция на цветовые контрасты; — зрительное восприятие отдельных цветов как одного уникального цвета с различными оттенками (монохроматическое зрение) | -             |
| 18 | Интенсивная фрагментация                                       | Ощущение распада неподвижных или движущихся объектов. | -             |
| 19 | искажение зрения после взгляда на полосатые предметы           | искажение формы объектов |               |

#### Симптомы HPPD не зрительного характера[13]
| 1 | Деперсонализация                                         | Состояние, в котором индивид чувствует отстранённость внутри себя относительно своего ума или тела или будучи отстранённым наблюдателем самого себя (например, ощущение, что он находится внутри прозрачного пузыря)             |
| 2 | Дереализация                                             | Состояние, в котором пациент чувствует, что либо он сам, либо внешний мир нереальны |
| 3 | Синдром Алисы в Стране чудес                             | Нарушение зрительного восприятия своего тела или отдельных его частей, нарушение «схемы тела» (макросоматогнозия — ощущение тела как более крупного) или микросоматогнозия (как более маленького)                                |
| 4 | Brain Zaps                                               | - короткое, похожее на электрический шок ощущение в мозгу, в том числе при движении глазами; — короткий период обморока или потери сознания; — головокружение, резкий жужжащий звук в голове, резкое ощущение потери равновесия. |
| 5 | ложные убежденияbizarre delusion")                       | Ложные убеждения относительно своего тела и состояния |
| 6 | Внезапные панические атаки(Паническая атака — Википедия) | Приступ паники при котором повышается ритм сердцебиения |

## Эпидемиология
Вероятность развития HPPD после употребления психоделиков неизвестна. В своей обзорной статье, Джон Халперн и Харрисон Поуп писали, что «данные не позволяют оценить, даже грубо, распространённость „строгого“ HPPD». Эти авторы отметили, что они не сталкивались с этим расстройством при оценке 500 членов Церкви коренных американцев, которые употребляли кактус пейотль, содержащий мескалин, по крайней мере 100 раз. В презентации предварительных результатов текущих исследований, Мэтью Бэгготт и его коллеги из университета Калифорнии в Беркли обнаружили, что симптомы HPPD присутствовали у 4,1 % участников (107 из 2679) интернет-опроса людей, употребляющих психоделики. Эти люди сообщали о проблемах со зрением после употребления психоделиков, из-за которых им пришлось обратиться за помощью к специалисту. Это число может превышать реальную распространённость HPPD, так как люди с нарушениями зрения, возможно, были более заинтересованы в заполнении анкеты исследователей. Авторы сообщают, что 16192 человек просмотрели информацию об исследовании, но не заполнили анкету. Если все эти люди употребляли галлюциногены без последующих осложнений со зрением, то распространённость болезни среди употребляющих составит 0,66 %.
В свою очередь зафиксированы случаи рецидивирования HPPD (тенденция к усилению или даже возврату нарушений визуального восприятия и явлений ДП и ДР до прежнего уровня) в случае:
- переутомления и в стрессовых ситуациях;
- механической травматизации,
- простудных заболеваниях, особенно сопровождающихся лихорадкой;
- курении никотина;
- приеме алкоголя;
- игре в шлеме виртуальной реальности (ухудшение ДП и ДР).

## Причины
Причины расстройства неизвестны. Самые последние неврологические исследования показывают, что симптомы данного расстройства возникают из-за отклонений функции ЦНС после использования галлюциногенов. Так установлено, что даже спустя годы после последнего приёма ЛСД у пациентов начавших курс СИОЗС могут возникать «флешбеки», которые сопровождаются зрительными нарушениями, дереализацией и другими ощущениями испытанными во время «трипа» много лет назад. Таким образом воздействие ЛСД и других галлюциногенов, могут навсегда изменить ключевые нейронные системы, которые после последующего приёма психоактивных веществ могут привести к симптомам HPPD.
Согласно одной из теорий, нарушается механизм торможения, связанный с сенсорной пропускной системой.
В некоторых случаях расстройство возникало внезапно, после единоразового употребления вещества, что указывает на то, что психоделики играют непосредственную роль для возникновения симптомов. Синтетические препараты, которые были связаны с HPPD — (ЛСД), 2C-E, 2C-I, 5-MeO-DiPT, МДА, МДМА, (экстази), Декстрометорфан (DXM), 25I-NBOMe, NPS, мефедрон , димедрол, PCP, растворители, синтетические каннабиноиды, а также природные препараты — псилоцибин, мескалин и Сальвинорин А

## Лечение
Специфической терапии HPPD не существует. Медицинская, научная литература об эффективности фармакологического лечения HPPD является спорной и в основном основана на открытых и тематических исследованиях, а также клинических описаниях, в которых отмечается эффективность отдельных препаратов, но эффективность их применения существенно варьируется.  В настоящее время зачастую остается неясным, повлияли ли на улучшение клинической картины "успешные" методы лечения, или возникла спонтанная ремиссия, которая может возникнуть примерно в половине всех случаев HPPD в течение несколько месяцев после появления симптомов
Согласно «Национальному руководству по наркологии» для лечения психических расстройств, связанных с приёмом галлюциногенов, применяются препараты следующих групп: антипсихотики (перфеназин 4-8 мг/сут, зуклопентиксол 2-10 мг/сут, сульпирид 50-100 мг/сут, арипипразол 5-10 мг/сут), нормотимики (вальпроевая кислота по 200—600 мг/сут, карбамазепин по 200—600 мг/сут, окскарбазепин 300 мг/сут, топирамат 25-100 мг/сут, ламотриджин по 50-100 мг/сут), бензодиазепины (алпразолам 0,25-0,75 мг/ сут, клоназепам 2-6 мг/сут), антидепрессанты из группы селективных ингибиторов обратного захвата серотонина (СИОЗС), а также клонидин по 0,25-0,75 мг/сут.

Вместе с тем, на практике, применяется комплексная фармакологическая терапия, включающая в себя прием антиконвульсантов (вальпроевая кислота, ламотриджин, карбамазепин), антидепрессантов из группы СИОЗС (эсциталопрам, сертралин, пароксетин, вортиоксетин и пр.) и СИОЗСиН (миртазапин), бензодиазепиновых (клоназепам, диазепам и алпразолам) или небензодиазепиновых транквилизаторов (этифоксин). Которые назначаются в каждом случае индивидуально.
Так, в ходе 3-х летнего наблюдения  25 пациентов с подтвержденым наличием HPPD типа II зафиксировано, что на фоне комплексной терапии пациенты отмечали заметное ослабление тревожных расстройств, снижение частоты и интенсивности панических атак, некоторое уменьшение выраженности нарушений визуального восприятия без заметной динамики явлений ДП и ДР. Некоторые пациенты отмечали, что "визуальные эффекты вроде бы и не сильно уменьшались по интенсивности, но на антидепрессантах легче было смириться с новой реальностью". При этом выраженного влияния на явления ДП и ДР на фоне комплексной терапии (антидепрессант + антиконвульсант) за исключением 4 человек не отмечалось.

Также отмечено, что уже на этапе наращивания дозировок антиконвульсантов (в течение первых 1,5–2-х недель) пациенты отмечали некоторое снижение интенсивности нарушений визуального характера, уменьшение "вовлеченности", "озабоченности" данными нарушениями.
При этом отмечается, что клоназепам более эффективен у пациентов, страдающих ДР/ДП, возникающими в результате посттравматического стрессового расстройства, но менее эффективен при ДР/ДП, вызванным приемом психактивных веществ. Антидепрессанты и транквилизаторы назначаются в случае если HPPD сопровождается депрессивными расстройствами и тревогой. Также когнитивно-поведенческая психотерапия и практические навыки, помогающие справляться со стрессом, могут быть очень полезными.
Также было сообщено об успешном опыте применения при HPPD противосудорожного препарата леветирацетама  Также некоторые исследователи сообщают об эффективности клонидина.
В свою очередь применение нейролептиков (сульпирид, алимемазин, рисперидон, клозапин, кветиапин и пр.), не оказывало выраженного влияния на интенсивность ни ДР/ДП, ни визуальных расстройств. При этом сообщается, что у некоторых больных прием рисперидона усиливал симптомы HPPD.